# Ibros
Ibros é um município da Espanha na província de Jaén, comunidade autónoma da Andaluzia, de área 55,6 km² com população de 3015 habitantes (2004) e densidade populacional de 54,26 hab/km².

## Demografia
| Variação demográfica do município entre 1991 e 2004 | Variação demográfica do município entre 1991 e 2004 | Variação demográfica do município entre 1991 e 2004 | Variação demográfica do município entre 1991 e 2004 |
| --------------------------------------------------- | --------------------------------------------------- | --------------------------------------------------- | --------------------------------------------------- |
| 1991                                                | 1996                                                | 2001                                                | 2004                                                |
| 3121                                                | 3158                                                | 3115                                                | 3021                                                |